# Nagroda Locusa
Nagroda Locusa (ang. Locus Award) – amerykańska nagroda literacka w dziedzinie fantastyki, przyznawana przez czytelników magazynu. Ustanowiono ją w 1971 (za dokonania w roku poprzednim) na wzór nagrody Hugo.

## Kategorie nagrody
- Powieść (Locus Award for Best Novel, zwykle dzielona na: SF, Fantasy/Horror i Debiut powieściowy – First Novel, a także Powieść młodzieżową – Young Adult Book)
- Krótka forma (Locus Award for Best Short Fiction: Opowiadania – Novella, Nowela – Novellete, Krótka forma – Short Story)
- Antologia (Locus Award for Best Anthology)
- Zbiór (Locus Award for Best Collection)
- Książka niebeletrystyczna (Locus Award for Best Non-fiction Book)
- Album (Locus Award for Best Art Book)
- Wydawnictwo (Locus Award for Best Publisher)
- Redaktor (Locus Award for Best Editor)
- Czasopismo (Locus Award for Best Magazine)
- Artysta (Locus Award for Best Artist)
- Nagroda specjalna (Special Award)

W przeszłości nagrody były przyznawane także w innych kategoriach, takich jak: Fan artysta, Fan krytyk, Fan pisarz, Artysta ilustrujący książki, Artysta ilustrujący czasopisma.

## Laureaci

### 2025[1]
- Powieść s-f: Alexander Boldizar(inne języki) The Man Who Saw Seconds(inne języki)
- Powieść fantasy: T. Kingfisher A Sorceress Comes to Call(inne języki)
- Horror: Chuck Tingle(inne języki) Bury Your Gays(inne języki)
- Powieść młodzieżowa: Yoon Ha Lee(inne języki) Moonstorm(inne języki)
- Debiut powieściowy: John Wiswell(inne języki) Someone You Can Build a Nest In(inne języki)
- Opowiadanie: T. Kingfisher What Feasts at Night
- Nowela: Premee Mohamed(inne języki) y Salt, By Sea, By Light of Stars
- Krótka forma: Isabel J. Kim(inne języki) Why Don’t We Just Kill the Kid in the Omelas Hole
- Antologia: Desiree S. Evans(inne języki), Saraciea J. Fennell(inne języki) (red.) The Black Girl Survives in This One
- Zbiór: Ann Leckie Lake of Souls
- Książka niebeletrystyczna: Eugen Bacon(inne języki) Afro-Centered Futurisms in Our Speculative Fiction
- Album: Peter S. Beagle Ostatni jednorożec (The Last Unicorn), ilustr. Tom Kidd(inne języki)
- Redaktor: Neil Clarke(inne języki)
- Czasopismo: „Clarkesworld”(inne języki)
- Wydawnictwo: Subterranean Press(inne języki)
- Artysta: Charles Vess(inne języki)
- Nagroda specjalna za „Celebrowanie doskonałości gatunku”: Ignyte Awards(inne języki)

### 2024[2]
- Powieść s-f: Martha Wells Zapaść systemu (System Collapse)
- Powieść fantasy: Martha Wells Wiedźmi król (Witch King)
- Horror: T. Kingfisher A House with Good Bones
- Powieść młodzieżowa: Charlie Jane Anders Promises Stronger Than Darkness
- Debiut powieściowy: Vajra Chandrasekera(inne języki) The Saint of Bright Doors
- Opowiadanie: T. Kingfisher Thornhedge
- Nowela: Uchechukwu Nwaka The Rainbow Bank
- Krótka forma: P. Djèlí Clark How to Raise a Kraken in Your Bathtub
- Antologia: Jordan Peele, John Joseph Adams(inne języki) (red.) Out There Screaming
- Zbiór: Kelly Link White Cat, Black Dog
- Książka niebeletrystyczna: Ursula K. Le Guin Space Crone
- Album: Iain M. Banks The Culture: The Drawings
- Redaktor: Neil Clarke(inne języki)
- Czasopismo: „Uncanny Magazine”(inne języki)
- Wydawnictwo: Tor Books
- Artysta: John Picacio(inne języki)
- Nagroda specjalna za „Wspieranie doskonałości w rzemiośle i karierze”: Jeanne Cavelos(inne języki) i the Odyssey Writing Workshop

### 2023[3]
- Powieść s-f: John Scalzi Towarzystwo Ochrony Kaiju (The Kaiju Preservation Society)
- Powieść fantasy: R.F. Kuang Babel
- Horror: T. Kingfisher What Moves the Dead
- Powieść młodzieżowa: Charlie Jane Anders Dreams Bigger Than Heartbreak
- Debiut powieściowy: Ray Nayler Góra pod morzem (The Mountain in the Sea)
- Opowiadanie: Becky Chambers Modlitwa za nieśmiałe korony drzew (A Prayer for the Crown-Shy)
- Nowela: John Chu(inne języki) Jeśli przyjdzie ci rozmawiać z bogiem, mów mu na ty (If You Find Yourself Speaking to God, Address God with the Informal You)
- Krótka forma: Samantha Mills(inne języki) Rabbit Test
- Zbiór: Sam J. Miller(inne języki) Boys, Beasts & Men
- Antologia: Sheree Renée Thomas(inne języki), Oghenechovwe Donald Ekpeki(inne języki), Zelda Knight(inne języki) (red.) Africa Risen: A New Era of Speculative Fiction
- Książka niebeletrystyczna: Rob Wilkins(inne języki) Terry Pratchett. Życie z przypisami (Terry Pratchett: A Life With Footnotes: The Official Biography)
- Album: Neil Gaiman, il. Colleen Doran(inne języki) Chivalry
- Redaktor: Ellen Datlow
- Czasopismo: Tor.com
- Wydawnictwo: Tor Books
- Artysta: Charles Vess(inne języki)
- Nagroda specjalna za „Rozwijanie różnorodności w społecznościach branżowych”: Carl Brandon Society

### 2022[4]
- Powieść s-f: Arkady Martine Pustkowie zwane pokojem (A Desolation Called Peace)
- Powieść fantasy: Fonda Lee(inne języki) Jade Legacy
- Horror: Stephen Graham Jones(inne języki) My Heart Is a Chainsaw
- Powieść młodzieżowa: Charlie Jane Anders Victories Greater Than Death
- Debiut powieściowy: P. Djèlí Clark Władca dżinnów (A Master of Djinn)
- Opowiadanie: Martha Wells Fugitive Telemetry
- Nowela: John Wiswell(inne języki) Nie czas na tę historię (That Story Isn’t the Story)
- Krótka forma: Sarah Pinsker Where Oaken Hearts Do Gather
- Zbiór: Charlie Jane Anders Even Greater Mistakes
- Antologia: C.L. Clark(inne języki) i Charles Payseur (red.) We’re Here: The Best Queer Speculative Fiction 2020
- Książka niebeletrystyczna: Andrew Nettei(inne języki) Iain McIntyre(inne języki) (red.) Dangerous Visions and New Worlds: Radical Science Fiction, 1950–1985
- Album: Charles Vess(inne języki) The Art of Neil Gaiman & Charles Vess’s Stardust
- Redaktor: Ellen Datlow
- Czasopismo: Tor.com
- Wydawnictwo: Tor Books
- Artysta: Charles Vess(inne języki)
- Nagroda specjalna za „budowanie społeczności i rozwój kariery”: The Codex Writers’ Group

### 2021[5]
- Powieść s-f: Martha Wells Efekt sieci
- Powieść fantasy: N.K. Jemisin Miasto, którym się staliśmy (The City We Became)
- Horror: Silvia Moreno-Garcia(inne języki) Mexican Gothic
- Powieść młodzieżowa: T. Kingfisher A Wizard’s Guide to Defensive Baking
- Debiut powieściowy: Darcie Little Badger(inne języki) Elatsoe
- Opowiadanie: P. Djèlí Clark Ring Shout
- Nowela: Meg Elison(inne języki) The Pill
- Krótka forma: Naomi Kritzer(inne języki) Little Free Library
- Zbiór: Ken Liu The Hidden Girl and Other Stories
- Antologia: Jonathan Strahan(inne języki) (red.) The Book of Dragons
- Książka niebeletrystyczna: Marc Burrows(inne języki) The Magic of Terry Pratchett
- Album: Piers Bizony(inne języki) The Art of NASA: The Illustrations that Sold the Missions
- Redaktor: Ellen Datlow
- Czasopismo: Tor.com
- Wydawnictwo: Tor Books
- Artysta: John Picacio(inne języki)
- Nagroda specjalna za „wzmacnianie marginalizowanych głosów”: Bill Campbell i Rosarium Publishing

### 2020[6]
- Powieść s-f: Charlie Jane Anders The City in the Middle of the Night
- Powieść fantasy: Seanan McGuire Gra środkowa (Middlegame)
- Horror: Marlon James Czarny lampart, czerwony wilk (Black Leopard, Red Wolf)
- Powieść młodzieżowa: Yoon Ha Lee(inne języki) Dragon Pearl
- Debiut powieściowy: Tamsyn Muir(inne języki) Gideon z Dziewiątego (Gideon the Ninth)
- Opowiadanie: Amal El-Mohtar i Max Gladstone(inne języki) Tak właśnie przegrywasz Wojnę Czasu (This Is How You Lose the Time War)
- Nowela: Ted Chiang Omfalos (Omphalos)
- Krótka forma: Charlie Jane Anders Księgarnia na krańcu Ameryki (The Bookstore at the End of America)
- Zbiór: Ted Chiang Wydech (Exhalation)
- Antologia: Nisi Shawl(inne języki) (red.) New Suns: Original Speculative Fiction by People of Color
- Książka niebeletrystyczna: Lisa Kröger(inne języki) i Melanie R. Anderson(inne języki) Monster, She Wrote: The Women Who Pioneered Horror and Speculative Fiction
- Album: John Fleskes (red.) Spectrum 26: The Best in Contemporary Fantastic Art
- Redaktor: Ellen Datlow
- Czasopismo: Tor.com
- Wydawnictwo: Tor Books
- Artysta: John Picacio(inne języki)
- Nagroda specjalna za edukację włączającą i reprezentującą: Nisi Shawl(inne języki), Cynthia Ward(inne języki) i K. Tempest Bradford(inne języki) Writing the Other

### 2019[7]
- Powieść s-f: Mary Robinette Kowal The Calculating Stars
- Powieść fantasy: Naomi Novik Moc srebra (Spinning Silver)
- Horror: Paul Tremblay The Cabin at the End of the World
- Powieść młodzieżowa: Justina Ireland(inne języki) Dread Nation
- Debiut powieściowy: Rebecca Roanhorse Trail of Lightning
- Opowiadanie: Martha Wells Sztuczny stan (Artificial Condition)
- Nowela: Brooke Bolander(inne języki) The Only Harmless Great Thing
- Krótka forma: Phenderson Djèlí Clark Sekretne życie dziewięciu murzyńskich zębów Jerzego Waszyngtona (The Secret Lives of the Nine Negro Teeth of George Washington)
- Zbiór: N.K. Jemisin How Long ’til Black Future Month?
- Antologia: Gardner Dozois (red.) Księga magii  (The Book of Magic)
- Książka niebeletrystyczna: Ursula K. Le Guin i David Naimon Ursula K. Le Guin: Conversations on Writing
- Album: Charles Vess The Books of Earthsea: The Complete Illustrated Edition, Ursula K. Le Guin
- Redaktor: Gardner Dozois
- Czasopismo: Tor.com
- Wydawnictwo: Tor Books
- Artysta: Charles Vess(inne języki)
- Nagroda specjalna za zasięg społeczny i rozwój: Mary Anne Mohanraj(inne języki)

### 2018[8]
- Powieść s-f: John Scalzi Upadające imperium (The Collapsing Empire)
- Powieść fantasy: N.K. Jemisin Kamienne niebo (The Stone Sky)
- Horror: Victor LaValle Odmieniec (The Changeling)
- Powieść młodzieżowa: Nnedi Okorafor Akata Warrior
- Debiut powieściowy: Theodora Goss(inne języki) The Strange Case of the Alchemist’s Daughter
- Opowiadanie: Martha Wells Wszystkie wskaźniki czerwone (All Systems Red)
- Nowela: Samuel R. Delany The Hermit of Houston
- Krótka forma: Linda Nagata Marsjański obelisk (The Martian Obelisk)
- Zbiór: Ursula K. Le Guin Ursula K. Le Guin: The Hainish Novels and Stories
- Antologia: Gardner Dozois (red.) The Book of Swords
- Książka niebeletrystyczna: Alexandra Pierce i Mimi Mondal(inne języki) Luminescent Threads: Connections to Octavia E. Butler
- Album: Douglas Ellis, Ed Hulse i Robert Weinberg (red.) Walking Through the Landscape of Faerie
- Redaktor: Ellen Datlow
- Czasopismo: Tor.com
- Wydawnictwo: Tor Books
- Artysta: Julie Dillon(inne języki)
- Nagroda specjalna za budowanie wspólnoty i inkluzywność: Clarion West

### 2017[9]
- Powieść s-f: Liu Cixin Koniec śmierci (Death’s End)
- Powieść fantasy: Charlie Jane Anders All the Birds in the Sky
- Horror: Joe Hill Strażak (The Fireman)
- Powieść młodzieżowa: Alastair Reynolds Revenger
- Debiut powieściowy: Yoon Ha Lee(inne języki) Gambit lisa (Ninefox Gambit)
- Opowiadanie: Seanan McGuire Każde serce to wrota (Every Heart a Doorway)
- Nowela: Alyssa Wong(inne języki) You'll Surely Drown Here If You Stay
- Krótka forma: Amal El-Mohtar Pora szkła, pora żelaza (Seasons of Glass and Iron)
- Zbiór: Ken Liu The Paper Menagerie and Other Stories
- Antologia: Ann VanderMeer i Jeff VanderMeer (red.) The Big Book of Science Fiction
- Książka niebeletrystyczna: Kameron Hurley(inne języki) The Geek Feminist Revolution
- Album: Charles Vess(inne języki) Walking Through the Landscape of Faerie
- Redaktor: Ellen Datlow
- Czasopismo: Tor.com
- Wydawnictwo: Tor Books
- Artysta: Julie Dillon(inne języki)

### 2016[10]
- Powieść s-f: Ann Leckie Ancillary Mercy
- Powieść fantasy: Naomi Novik Wybrana (Uprooted)
- Powieść młodzieżowa: Terry Pratchett Pasterska korona (The Shepherd’s Crown)
- Debiut powieściowy: Ken Liu Królowie Dary(inne języki) (The Grace of Kings)
- Opowiadanie: Alastair Reynolds Slow Bullets
- Nowela: Neil Gaiman Czarny pies (Black Dog)
- Krótka forma: Naomi Kritzer(inne języki) Cat Pictures Please
- Zbiór: Neil Gaiman Drażliwe tematy. Krótkie formy i punkty zapalne (Trigger Warning: Short Fictions and Disturbances)
- Antologia: George R.R. Martin i Gardner Dozois (red.) Old Venus
- Książka niebeletrystyczna: Alisa Krasnostein i Alexandra Pierce (red.) Letters to Tiptree
- Album: Julie Dillon(inne języki) Julie Dillon’s Imagined Realms, Book 2: Earth and Sky
- Redaktor: David G. Hartwell(inne języki)
- Czasopismo: Asimov’s Science Fiction
- Wydawnictwo: Tor Books
- Artysta: Michael Whelan(inne języki)

### 2015[11]
- Powieść s-f: Ann Leckie Zabójczy miecz (Ancillary Sword)
- Powieść fantasy: Katherine Addison The Goblin Emperor
- Powieść młodzieżowa: Joe Abercrombie Pół Króla (Half a King)
- Debiut powieściowy: Mary Rickert(inne języki) The Memory Garden
- Opowiadanie: Nancy Kress Yesterday’s Kin
- Nowela: Joe Abercrombie Czasy są ciężkie dla wszystkich (Tough Times All Over)
- Krótka forma: Amal El-Mohtar The Truth About Owls
- Zbiór: Jay Lake Last Plane to Heaven
- Antologia: George R.R. Martin i Gardner Dozois (red.) Łotrzyki (Rogues)
- Książka niebeletrystyczna: Jo Walton What Makes This Book So Great
- Album: John Fleskes (red.) Spectrum 21: The Best in Contemporary Fantastic Art
- Redaktor: Ellen Datlow
- Czasopismo: Tor.com
- Wydawnictwo: Tor Books
- Artysta: John Picacio(inne języki)

### 2014[12]
- Powieść s-f: James S.A. Corey Wrota Abaddona (Abaddon’s Gate)
- Powieść fantasy: Neil Gaiman Ocean na końcu drogi (The Ocean at the End of the Lane)
- Powieść młodzieżowa: Catherynne M. Valente O pewnej dziewczynce która wzleciała nad Krainę Czarów i przecięła księżyc na pół (The Girl Who Soared Over Fairyland and Cut the Moon in Two)
- Debiut powieściowy: Ann Leckie Zabójcza sprawiedliwość (Ancillary Justice)
- Opowiadanie: Catherynne M. Valente Rewolwerowa Śnieżka (Six-Gun Snow White)
- Nowela: Neil Gaiman Śpiąca i wrzeciono (The Sleeper and the Spindle)
- Krótka forma: Caitlín R. Kiernan(inne języki) The Road of Needles
- Zbiór: Connie Willis The Best of Connie Willis
- Antologia: George R.R. Martin i Gardner Dozois (red.) Old Mars
- Książka niebeletrystyczna: Jeff VanderMeer Wonderbook: The Illustrated Guide to Creating Imaginative Fiction
- Album: Cathy Fenner(inne języki) i Arnie Fenner(inne języki) (red.) Spectrum 20: The Best in Contemporary Fantastic Art
- Redaktor: Ellen Datlow
- Czasopismo: Asimov’s Science Fiction
- Wydawnictwo: Tor Books
- Artysta: Michael Whelan(inne języki)

### 2013[13]
- Powieść s-f: John Scalzi Czerwone koszule (Redshirts)
- Powieść fantasy: Charles Stross The Apocalypse Codex
- Powieść młodzieżowa: China Miéville Toromorze(inne języki) (Railsea)
- Debiut powieściowy: Saladin Ahmed(inne języki) Throne of the Crescent Moon
- Opowiadanie: Nancy Kress After the Fall, Before the Fall, During the Fall
- Nowela: Pat Cadigan Dziewczę, które poszło na sushi (The Girl-Thing Who Went Out for Sushi)
- Krótka forma: Aliette de Bodard Immersion
- Zbiór: Elizabeth Bear(inne języki) Shoggoths in Bloom
- Antologia: Jonathan Strahan (red.) Edge of Infinity
- Książka niebeletrystyczna: William Gibson Distrust That Particular Flavor
- Album: Cathy Fenner(inne języki) i Arnie Fenner(inne języki) (red.) Spectrum 19: The Best in Contemporary Fantastic Art
- Redaktor: Ellen Datlow
- Czasopismo: Asimov’s Science Fiction
- Wydawnictwo: Tor Books
- Artysta: Michael Whelan(inne języki)

### 2012[14]
- Powieść s-f: China Miéville Ambasadoria(inne języki) (Embassytown)
- Powieść fantasy: George R.R. Martin Taniec ze smokami (A Dance with Dragons)
- Powieść młodzieżowa: Catherynne M. Valente O pewnej dziewczynce i jej podróży wokół krainy czarów na okręcie własnoręcznie wykonanym (The Girl Who Circumnavigated Fairyland in a Ship of Her Own Making)
- Debiut powieściowy: Erin Morgenstern The Night Circus
- Opowiadanie: Catherynne M. Valente Bezszelestnie i bardzo szybko (Silently and Very Fast)
- Nowela: Catherynne M. Valente White Lines on a Green Field
- Krótka forma: Neil Gaiman Przypadek śmierci i miodu (The Case of Death and Honey)
- Zbiór: Tim Powers The Bible Repairman and Other Stories
- Antologia: Gardner Dozois (red.) The Year’s Best Science Fiction: Twenty-eighth Annual Collection
- Książka niebeletrystyczna: Gary K. Wolfe(inne języki) Evaporating Genres: Essays on Fantastic Literature
- Album: Cathy Fenner(inne języki) i Arnie Fenner(inne języki) (red.) Spectrum 18: The Best in Contemporary Fantastic Art
- Redaktor: Ellen Datlow
- Czasopismo: Asimov’s Science Fiction
- Wydawnictwo: Tor Books
- Artysta: Shaun Tan

### 2011
- Powieść s-f: Connie Willis Blackout/All Clear
- Powieść fantasy: China Miéville Kraken(inne języki)
- Powieść młodzieżowa: Paolo Bacigalupi Złomiarz (Ship Breaker)
- Debiut powieściowy: N.K. Jemisin The Hundred Thousand Kingdoms
- Opowiadanie: Ted Chiang Cykl życia oprogramowania (The Lifecycle of Software Objects)
- Nowela: Neil Gaiman Prawda to jaskinia w czarnych górach… (The Truth Is a Cave in the Black Mountains)
- Krótka forma: Neil Gaiman Problem z Cassandrą (The Thing About Cassandra)
- Zbiór: Fritz Leiber Fritz Leiber: Selected Stories
- Antologia: Gardner Dozois, George R.R. Martin Warriors
- Książka niebeletrystyczna: William H. Patterson Jr. Robert A. Heinlein: In Dialogue with His Century: Volume 1:1907–1948: Learning Curve
- Album: Cathy Fenner(inne języki), Arnie Fenner(inne języki) Spectrum 17
- Redaktor: Ellen Datlow
- Czasopismo: Asimov’s
- Wydawnictwo: Tor Books
- Artysta: Shaun Tan

### 2010
- Powieść s-f: Cherie Priest Kościotrzep (Boneshaker)
- Powieść fantasy: China Miéville Miasto i miasto (The City & the City, Zysk i S-ka 2010)
- Powieść młodzieżowa: Scott Westerfeld Leviathan
- Debiut powieściowy: Paolo Bacigalupi Nakręcana dziewczyna (The Windup Girl, Wydawnictwo Mag 2011)
- Opowiadanie: Kage Baker(inne języki) The Women of Nell Gwynne’s
- Nowela: Peter S. Beagle By Moonlight
- Krótka forma: Neil Gaiman Inwokacja obojętności (An Invocation of Incuriosity)
- Zbiór: Gene Wolfe The Best of Gene Wolfe
- Antologia: Gardner Dozois, Jonathan Strahan The New Space Opera 2
- Książka niebeletrystyczna/Album: Ursula K. Le Guin Cheek by Jowl: Essays
- Redaktor: Ellen Datlow
- Czasopismo: F&SF
- Wydawnictwo: Tor Books
- Artysta: Michael Whelan(inne języki)

### 2009
- Powieść s-f: Neal Stephenson Peanatema(inne języki) (Anathem, Mag 2009)
- Powieść fantasy: Ursula K. Le Guin Lawinia(inne języki) (Lavinia, Książnica 2009)
- Powieść młodzieżowa: Neil Gaiman Księga cmentarna (The Graveyard Book, Mag 2008)
- Debiut powieściowy: Paul Melko(inne języki) Singularity's Ring
- Opowiadanie: Kelly Link Śliczne potwory (Pretty Monsters Nowa Fantastyka, nr 5 2009)
- Nowela: Paolo Bacigalupi Pompa numer sześć (Pump Six)
- Krótka forma: Ted Chiang Wydech (Exhalation)
- Zbiór: Paolo Bacigalupi Pompa nr 6 i inne opowiadania (Pump Six and Other Stories)
- Antologia: Gardner Dozois The Year’s Best Science Fiction: Twenty-Fifth Annual Collection
- Książka niebeletrystyczna/Album: P. Craig Russell Koralina. Komiks według powieści Neila Gaimana. Adaptacja i rysunki P. Craig Russell (Coraline: The Graphic Novel, Neil Gaiman, adapted and illustrated by P. Craig Russell)
- Redaktor: Ellen Datlow
- Czasopismo: F&SF
- Wydawnictwo: Tor Books
- Artysta: Michael Whelan(inne języki)

### 2008
- Powieść s-f: Michael Chabon Związek żydowskich policjantów (The Yiddish Policemen’s Union, W.A.B. 2009)
- Powieść fantasy: Terry Pratchett Świat finansjery (Making Money, Prószyński i S-ka 2009)
- Powieść młodzieżowa: China Miéville LonNiedyn(inne języki) (Un Lun Dun)
- Debiut powieściowy: Joe Hill Pudełko w kształcie serca(inne języki) (Heart-Shaped Box, Prószyński i S-ka 2007)
- Opowiadanie: Cory Doctorow After the Siege
- Nowela: Neil Gaiman Nagrobek dla wiedźmy (The Witch’s Headstone, w: M jak magia, Mag 2007)
- Krótka forma: Michael Swanwick Mały pokój w Koboldtown (A Small Room in Koboldtown)
- Zbiór: Connie Willis The Winds of Marble Arch and Other Stories
- Antologia: Gardner Dozois i Jonathan Strahan The New Space Opera
- Książka niebeletrystyczna: Barry N. Malzberg(inne języki) Breakfast in the Ruins
- Album: Shaun Tan The Arrival
- Redaktor: Ellen Datlow
- Czasopismo: F&SF
- Wydawnictwo: Tor Books
- Artysta: Charles Vess

### 2007
- Powieść s-f: Vernor Vinge Rainbows End
- Powieść fantasy: Ellen Kushner The Privilege of the Sword
- Powieść młodzieżowa: Terry Pratchett Zimistrz (Wintersmith, Prószyński i S-ka 2007)
- Debiut powieściowy: Naomi Novik Temeraire: Smok Jego Królewskiej Mości / Nefrytowy tron / Wojna prochowa (His Majesty’s Dragon / Throne of Jade / Black Powder War, Rebis 2007–2008)
- Opowiadanie: Charles Stross Nierównowaga sił (Missile Gap)
- Nowela: Cory Doctorow Gdy sysadmini rządzili światem (When Sysadmins Ruled the Earth, w: Kroki w nieznane, Solaris 2007)
- Krótka forma: Neil Gaiman Jak rozmawiać z dziewczynami na prywatkach (How to Talk to Girls at Parties, w: M jak magia, Mag 2007)
- Zbiór: Neil Gaiman Rzeczy ulotne. Cuda i zmyślenia (Fragile Things, Mag 2006)
- Antologia: Gardner Dozois The Year’s Best Science Fiction: Twenty-third Annual Collection
- Książka niebeletrystyczna: Julie Phillips(inne języki) James Tiptree Jr.: The Double Life of Alice B. Sheldon
- Album: Cathy Fenner(inne języki) i Arnie Fenner(inne języki) Spectrum 13: The Best in Contemporary Fantastic Art
- Redaktor: Ellen Datlow
- Czasopismo: F&SF
- Wydawnictwo: Tor Books
- Artysta: John Picacio(inne języki)

### 2006
- Powieść s-f: Charles Stross Accelerando
- Powieść fantasy: Neil Gaiman Chłopaki Anansiego (Anansi Boys, Mag 2006)
- Powieść młodzieżowa: Jane Yolen i Adam Stemple Pay the Piper
- Debiut powieściowy: Elizabeth Bear(inne języki) Hammered / Scardown / Worldwired
- Opowiadanie: Kelly Link Czarodziejska torebka (Faery Handbag, w: Magia dla początkujących, Wydawnictwo Dolnośląskie 2008)
- Nowela: Cory Doctorow I, Robot
- Krótka forma: Neil Gaiman Ptak słońca (Sunbird)
- Zbiór: Kelly Link Magia dla początkujących (Magic for Beginners, Wydawnictwo Dolnośląskie 2008)
- Antologia: Ellen Datlow, Kelly Link, Gavin J. Grant The Year’s Best Fantasy and Horror: Eighteenth Annual Collection
- Książka niebeletrystyczna: Kate Wilhelm Storyteller: Writing Lessons and More from 27 Years of the Clarion Writers’ Workshop
- Album: Cathy Fenner(inne języki) i Arnie Fenner(inne języki) Spectrum 12: The Best in Contemporary Fantastic Art
- Redaktor: Ellen Datlow
- Czasopismo: F&SF
- Wydawnictwo: Tor Books
- Artysta: Michael Whelan(inne języki)

### 2005
- Powieść s-f: Neal Stephenson Cykl barokowy (The Baroque Cycle: The Confusion; The System of the World, Mag 2007)
- Powieść fantasy: China Miéville Żelazna rada (Iron Council, Mag 2006)
- Powieść młodzieżowa: Terry Pratchett Kapelusz pełen nieba (A Hat Full of Sky, Prószyński i S-ka 2005)
- Debiut powieściowy: Susanna Clarke Jonathan Strange i pan Norrell (Jonathan Strange & Mr Norrell, Wydawnictwo Literackie 2004)
- Opowiadanie: Gene Wolfe Golden City Far
- Nowela: China Miéville Doniesienia o pewnych wypadkach w Londynie (Reports of Certain Events in London) oraz Kelly Link Czarodziejska torebka (Faery Handbag, w: Magia dla początkujących, Wydawnictwo Dolnośląskie 2008)
- Krótka forma: Neil Gaiman Zbłąkane oblubienice złowieszczych oprawców w bezimiennym domu nocy potwornego pożądania (Forbidden Brides of the Faceless Slaves in the Nameless House of the Night of Dread Desire)
- Zbiór: John Varley The John Varley Reader
- Antologia: Gardner Dozois The Year’s Best Science Fiction: Twenty-First Annual Collection
- Książka niebeletrystyczna: Ursula K. Le Guin The Wave in the Mind
- Album: Cathy Fenner(inne języki) i Arnie Fenner(inne języki) Spectrum 11: The Best in Contemporary Fantastic Art
- Redaktor: Ellen Datlow
- Czasopismo: F&SF
- Wydawnictwo: Tor Books
- Artysta: Michael Whelan(inne języki)

### 2004
- Powieść s-f: Dan Simmons Ilion (Ilium, Amber 2004)
- Powieść fantasy: Lois McMaster Bujold Paladyn dusz (Paladin of Souls, Prószyński i S-ka 2005)
- Powieść młodzieżowa: Terry Pratchett Wolni Ciutludzie (The Wee Free Men, Prószyński i S-ka 2005)
- Debiut powieściowy: Cory Doctorow Down and Out in the Magic Kingdom
- Opowiadanie: Vernor Vinge The Cookie Monster
- Nowela: Neil Gaiman Studium w szmaragdzie (A Study in Emerald, w: Rzeczy ulotne. Cuda i zmyślenia, Mag 2006)
- Krótka forma: Neil Gaiman Pora zamykania (Closing Time, w: Rzeczy ulotne. Cuda i zmyślenia, Mag 2006)
- Zbiór: Ursula K. Le Guin  Changing Planes
- Antologia: Gardner Dozois The Year’s Best Science Fiction: Twentieth Annual Collection
- Książka niebeletrystyczna / Album: Neil Gaiman i in. Sandman: Noce nieskończone(The Sandman: Endless Nights)
- Redaktor: Gardner Dozois
- Czasopismo: F&SF
- Wydawnictwo: Tor Books
- Artysta: Michael Whelan(inne języki)

### 2003
- Powieść s-f: Kim Stanley Robinson Lata ryżu i soli (The Years of Rice and Salt, Wydawnictwo Dolnośląskie 2007)
- Powieść fantasy: China Miéville Blizna (The Scar, Zysk i S-ka 2006)
- Powieść młodzieżowa: Neil Gaiman Koralina (Coraline, Mag 2003)
- Debiut powieściowy: Alexander C. Irvine(inne języki) A Scattering of Jades
- Opowiadanie: China Miéville Lustra (The Tain)
- Nowela: Ursula K. Le Guin The Wild Girls
- Krótka forma: Neil Gaiman Październik w fotelu (October in the Chair, w: Rzeczy ulotne. Cuda i zmyślenia, Mag 2006)
- Zbiór: Ted Chiang Historia twojego życia (Stories of Your Life and Others, Wydawnictwo Solaris 2006)
- Antologia: Gardner Dozois The Year’s Best Science Fiction: Nineteenth Annual Collection
- Książka niebeletrystyczna: Bruce Sterling Tomorrow Now: Envisioning the Next Fifty Years
- Album: Cathy Fenner(inne języki) i Arnie Fenner(inne języki) Spectrum 9: The Best in Contemporary Fantastic Art
- Redaktor: Gardner Dozois
- Czasopismo: F&SF
- Wydawnictwo: Tor Books
- Artysta: Bob Eggleton(inne języki)

### 2002
- Powieść s-f: Connie Willis Przejście (Passage, Zysk i S-ka 2003)
- Powieść fantasy: Neil Gaiman Amerykańscy bogowie (American Gods, Mag 2002)
- Debiut powieściowy: Jacqueline Carey Strzała Kusziela (Kushiel’s Dart, Mag 2004)
- Opowiadanie: Ursula K. Le Guin Szukacz (The Finder, w: Opowieści z Ziemiomorza, Prószyński i S-ka 2002)
- Nowela: Ted Chiang Piekło to nieobecność Boga (Hell Is the Absence of God, w: Historia twojego życia, Wydawnictwo Solaris 2006)
- Krótka forma: Ursula K. Le Guin Kości ziemi (The Bones of the Earth, w: Opowieści z Ziemiomorza, Prószyński i S-ka 2002)
- Zbiór: Ursula K. Le Guin Opowieści z Ziemiomorza (Tales from Earthsea, Prószyński i S-ka 2002)
- Antologia: Gardner Dozois The Year’s Best Science Fiction: Eighteenth Annual Collection
- Książka niebeletrystyczna: Michael Swanwick Being Gardner Dozois
- Album: Cathy Fenner(inne języki) i Arnie Fenner(inne języki) Spectrum 8: The Best in Contemporary Fantastic Art
- Redaktor: Gardner Dozois
- Czasopismo: F&SF
- Wydawnictwo: Tor Books
- Artysta: Michael Whelan(inne języki)

### 2001
- Powieść s-f: Ursula K. Le Guin Opowiadanie świata (The Telling, Prószyński i S-ka 2001)
- Powieść fantasy: George R.R. Martin Nawałnica mieczy (A Storm of Swords, Zysk i S-ka 2002)
- Debiut powieściowy: Geoffrey A. Landis(inne języki) Mars Crossing
- Opowiadanie: Lucius Shepard(inne języki) Jasna zielona gwiazda (Radiant Green Star)
- Nowela: Ursula K. Le Guin Urodziny świata (The Birthday of the World, w: Urodziny świata, Prószyński i S-ka 2003)
- Krótka forma: Larry Niven The Missing Mass
- Zbiór: Michael Swanwick Tales of Old Earth
- Antologia: Gardner Dozois The Year’s Best Science Fiction: Seventeenth Annual Collection
- Książka niebeletrystyczna: Stephen King On Writing
- Album: Cathy Fenner(inne języki) i Arnie Fenner(inne języki) Spectrum 7: The Best in Contemporary Fantastic Art
- Redaktor: Gardner Dozois
- Czasopismo: Asimov’s Science Fiction
- Wydawnictwo: Tor Books
- Artysta: Bob Eggleton(inne języki)

### 2000
- Powieść s-f: Neal Stephenson Cryptonomicon (Cryptonomicon, Prószyński i S-ka 2001)
- Powieść fantasy: J.K. Rowling Harry Potter i więzień Azkabanu (Harry Potter and the Prisoner of Azkaban, Media Rodzina 2001)
- Debiut powieściowy: Paul Levinson(inne języki) Kod jedwabiu(inne języki) (The Silk Code, Solaris 2003)
- Opowiadanie: Dan Simmons Wychodźcy z "Helisy" (Orphans of the Helix)
- Nowela: Greg Egan Border Guards oraz Stephen Baxter Huddle
- Krótka forma: Terry Bisson macs
- Zbiór: Kim Stanley Robinson The Martians
- Antologia: Robert Silverberg Dalekie horyzonty (Far Horizons, Prószyński i S-ka 2000)
- Książka niebeletrystyczna: S.T. Joshi Sixty Years of Arkham House
- Album: Frank M. Robinson(inne języki) Science Fiction of the 20th Century
- Redaktor: Gardner Dozois
- Czasopismo: Asimov’s Science Fiction
- Wydawnictwo: Tor Books
- Artysta: Michael Whelan(inne języki)

### 1999
- Powieść s-f: Connie Willis Nie licząc psa (To Say Nothing of the Dog, Prószyński i S-ka 1999)
- Powieść fantasy: George R.R. Martin Starcie królów (A Clash of Kings, Zysk i S-ka 2004)
- Powieść dark fantasy / horror: Stephen King Worek kości (Bag of Bones, Prószyński i S-ka 1998)
- Debiut powieściowy: Nalo Hopkinson(inne języki) W kole stań, dziewczyno(inne języki) (Brown Girl in the Ring)
- Opowiadanie: Greg Egan Oceanic
- Nowela: Greg Egan The Planck Dive oraz Bruce Sterling Taklamakan
- Krótka forma: Bruce Sterling Maneki Neko
- Zbiór: Avram Davidson The Avram Davidson Treasury
- Antologia: Robert Silverberg Legendy (Legends, Rebis 1999)
- Książka niebeletrystyczna: Thomas M. Disch  The Dreams Our Stuff Is Made Of: How Science Fiction Conquered the World
- Album: Cathy Fenner(inne języki) i Arnie Fenner(inne języki) Spectrum 5: The Best in Contemporary Fantastic Art
- Redaktor: Gardner Dozois
- Czasopismo: Asimov’s Science Fiction
- Wydawnictwo: Tor Books
- Artysta: Michael Whelan(inne języki)

### 1998
- Powieść s-f: Dan Simmons Triumf Endymiona (The Rise of Endymion, Amber 1999)
- Powieść fantasy: Tim Powers Sejsmiczna pogoda(inne języki) (Earthquake Weather, Zysk i S-ka 2004)
- Debiut powieściowy: Ian R. MacLeod The Great Wheel
- Opowiadanie: Allen Steele Where Angels Fear to Tread
- Nowela: Connie Willis Newsletter
- Krótka forma: James Patrick Kelly Szuru-Buru pająk (Itsy Bitsy Spider)
- Zbiór: Harlan Ellison Slippage
- Antologia: Gardner Dozois The Year’s Best Science Fiction: Fourteenth Annual Collection
- Książka niebeletrystyczna: John Clute(inne języki), John Grant(inne języki) The Encyclopedia of Fantasy
- Album: Vincent Di Fate(inne języki) Infinite Worlds: The Fantastic Visions of Science Fiction Art
- Redaktor: Gardner Dozois
- Czasopismo: Asimov’s Science Fiction
- Wydawnictwo: Tor Books / St. Martin’s
- Artysta: Michael Whelan(inne języki)

### 1997
- Powieść s-f: Kim Stanley Robinson Błękitny Mars (Blue Mars, Prószyński i S-ka 1998)
- Powieść fantasy: George R.R. Martin Gra o tron (A Game of Thrones, Zysk i S-ka 1998)
- Powieść dark fantasy / horror: Stephen King Desperacja (Desperation Albatros 1995)
- Debiut powieściowy: Sarah Zettel Reclamation oraz Sage Walker(inne języki) Biała ciemność (Whiteout)
- Opowiadanie: Connie Willis Przewodnik stada(inne języki) (Bellwether, Prószyński i S-ka 1997)
- Nowela: Ursula K. Le Guin Górskie ścieżki (Mountain Ways, w: Urodziny świata, Prószyński i S-ka 2003)
- Krótka forma: John Crowley Gone
- Zbiór: Joe Haldeman None So Blind
- Antologia: Gardner Dozois The Year’s Best Science Fiction: Thirteenth Annual Collection
- Książka niebeletrystyczna: John Clute(inne języki) Look at the Evidence
- Album: Cathy Burnett(inne języki), Arnie Fenner(inne języki), Jim Loehr Spectrum 3: The Best in Contemporary Fantastic Art
- Redaktor: Gardner Dozois
- Czasopismo: Asimov’s Science Fiction
- Wydawnictwo: Tor Books / St. Martin’s
- Artysta: Michael Whelan(inne języki)

### 1996
- Powieść s-f: Neal Stephenson Diamentowy wiek (The Diamond Age, Zysk i S-ka 1997)
- Powieść fantasy: Orson Scott Card Alvin czeladnik (Alvin Journeyman, Zysk i S-ka 1999)
- Powieść dark fantasy / horror: Tim Powers Data ważności(inne języki) (Expiration Date Prószyński i S-ka 2000)
- Debiut powieściowy: Linda Nagata Struktor Bohra(inne języki) (The Bohr Maker, Zysk i S-ka 1998)
- Opowiadanie: Connie Willis Remake (Remake Nowa Fantastyka nr 5-7/1998)
- Nowela: Mike Resnick Kiedy starzy bogowie umierają (When the Old Gods Die, w: Kirinyaga, Prószyński i S-ka 1998)
- Krótka forma: Maureen F. McHugh The Lincoln Train
- Zbiór: Ursula K. Le Guin Cztery drogi ku przebaczeniu (Four Ways to Forgiveness, Prószyński i S-ka 1997)
- Antologia: Gardner Dozois The Year’s Best Science Fiction: Twelfth Annual Collection
- Książka niebeletrystyczna: John Clute(inne języki) Science Fiction: The Illustrated Encyclopedia
- Album: Cathy Burnett(inne języki), Arnie Fenner(inne języki) Spectrum 2: The Best in Contemporary Fantastic Art
- Redaktor: Gardner Dozois
- Czasopismo: Asimov’s Science Fiction
- Wydawnictwo: Tor Books / St. Martin’s
- Artysta: Michael Whelan(inne języki)

### 1995
- Powieść s-f: Lois McMaster Bujold Lustrzany taniec (Mirror Dance, Prószyński i S-ka 2002)
- Powieść fantasy: Michael Bishop Brittle Innings
- Powieść dark fantasy / horror: Dan Simmons Eden w ogniu(inne języki) (Fires of Eden Amber 2000)
- Debiut powieściowy: Jonathan Lethem Pistolet z pozytywką(inne języki) (Gun, With Occasional Music)
- Opowiadanie: Ursula K. Le Guin Dzień przebaczenia (Forgiveness Day, w: Cztery drogi ku przebaczeniu, Prószyński i S-ka 1997)
- Nowela: David Gerrold(inne języki) Dziecko z Marsa (The Martian Child)
- Krótka forma: Joe Haldeman Drugi wzrok (None So Blind)
- Zbiór: David Brin Otherness
- Antologia: Gardner Dozois The Year’s Best Science Fiction: Eleventh Annual Collection
- Książka niebeletrystyczna: Isaac Asimov I. Asimov: A Memoir
- Album: Cathy Burnett(inne języki), Arnie Fenner(inne języki) Spectrum: The Best in Contemporary Fantastic Art
- Redaktor: Gardner Dozois
- Czasopismo: Asimov’s Science Fiction
- Wydawnictwo: Tor Books / St. Martin’s
- Artysta: Michael Whelan(inne języki)

### 1994
- Powieść s-f: Kim Stanley Robinson Zielony Mars (Green Mars, Prószyński i S-ka 1998)
- Powieść fantasy: Peter S. Beagle Pieśń karczmarza(inne języki)/Pieśń oberżysty (The Innkeeper’s Song)
- Powieść horror: Lucius Shepard(inne języki) The Golden
- Debiut powieściowy: Patricia Anthony(inne języki) Cold Allies
- Opowiadanie: Harlan Ellison Mefisto w onyksie (Mefisto in Onyx)
- Nowela: Dan Simmons Śmierc w Bangkoku (Death in Bangkok)
- Krótka forma: Connie Willis Close Encounter
- Zbiór: Connie Willis Impossible Things
- Antologia: Gardner Dozois The Year’s Best Science Fiction: Tenth Annual Collection
- Książka niebeletrystyczna: John Clute(inne języki), Peter Nicholls The Encyclopedia of Science Fiction
- Album: Michael Whelan(inne języki) The Art of Michael Whelan: Scenes/Visions
- Redaktor: Gardner Dozois
- Czasopismo: Asimov’s Science Fiction
- Wydawnictwo: Tor Books / St. Martin’s
- Artysta: Michael Whelan(inne języki)

### 1993
- Powieść s-f: Connie Willis Księga Sądu Ostatecznego (Doomsday Book, Prószyński i S-ka 1996)
- Powieść fantasy: Tim Powers Ostatnia odzywka (Last Call)
- Powieść dark fantasy / horror: Dan Simmons Dzieci nocy (Children of the Night)
- Debiut powieściowy: Maureen F. McHugh China Mountain Zhang
- Opowiadanie: Lucius Shepard(inne języki) Barnacle Bill the Spacer
- Nowela: Pamela Sargent(inne języki) Danny jedzie na Marsa (Danny Goes to Mars, w: Nebula’92 Prószyński i S-ka 1997)
- Krótka forma: Connie Willis Nawet królowa (Even the Queen, w: Nebula’92 Prószyński i S-ka 1997)
- Zbiór: Robert Silverberg The Collected Stories of Robert Silverberg, Volume 1: Secret Sharers
- Antologia: Gardner Dozois The Year’s Best Science Fiction: Ninth Annual Collection
- Książka niebeletrystyczna: James Gurney Dinotopia
- Redaktor: Gardner Dozois
- Czasopismo lub fanzin: Asimov’s Science Fiction
- Wydawnictwo: Tor Books / St. Martin’s
- Artysta: Michael Whelan(inne języki)

### 1992
- Powieść s-f: Lois McMaster Bujold Barrayar (Barrayar, Prószyński i S-ka 1996)
- Powieść fantasy: Sheri S. Tepper Beauty
- Powieść dark fantasy / horror: Dan Simmons Letnia noc (Summer of Night)
- Debiut powieściowy: Kathe Koja The Cipher
- Opowiadanie: Kristine Kathryn Rusch The Gallery of His Dreams
- Nowela: Dan Simmons All Dracula’s Children
- Krótka forma: John Kessel(inne języki) Buffalo
- Zbiór: Howard Waldrop(inne języki) Night of the Cooters: More Neat Stories
- Antologia: Lou Aronica(inne języki), Amy Stout(inne języki), Betsy Mitchell Full Spectrum 3
- Książka niebeletrystyczna: Everett F. Bleiler(inne języki) Science-Fiction: The Early Years
- Redaktor: Gardner Dozois
- Czasopismo lub fanzin: Asimov’s Science Fiction
- Wydawnictwo: Tor Books / St. Martin’s
- Artysta: Michael Whelan(inne języki)

### 1991
- Powieść s-f: Dan Simmons Upadek Hyperiona (The Fall of Hyperion, Mag 2008)
- Powieść fantasy: Ursula K. Le Guin Tehanu (Tehanu: The Last Book of Earthsea, Phantom Press International 1991)
- Powieść dark fantasy / horror: Anne Rice Godzina czarownic(inne języki) (The Witching Hour, Amber 1995)
- Debiut powieściowy: Michael F. Flynn(inne języki) In the Country of the Blind
- Opowiadanie: Kim Stanley Robinson A Short, Sharp Shock
- Nowela: Dan Simmons Łóżko entropii o północy (Entropy’s Bed at Midnight)
- Krótka forma: Terry Bisson Niedźwiedzie odkrywają ogień (Bears Discover Fire, Asimov’s Science Fiction grudzień 1991)
- Zbiór: Orson Scott Card Maps in a Mirror: The Short Fiction of Orson Scott Card
- Antologia: Gardner Dozois The Year’s Best Science Fiction: Seventh Annual Collection
- Książka niebeletrystyczna: Kristine Kathryn Rusch, Dean Wesley Smith(inne języki) Science Fiction Writers of America Handbook
- Redaktor: Gardner Dozois
- Czasopismo lub fanzin: Asimov’s Science Fiction
- Wydawnictwo: Tor Books / St. Martin’s
- Artysta: Michael Whelan(inne języki)

### 1990
- Powieść s-f: Dan Simmons Hyperion (Hyperion, Amber 1994)
- Powieść fantasy: Orson Scott Card Uczeń Alvin (Prentice Alvin, Prószyński i S-ka 1999)
- Powieść horror: Dan Simmons Trupia otucha (Carrion Comfort)
- Debiut powieściowy: Allen Steele Skycan (Orbital Decay)
- Opowiadanie: Lucius Shepard(inne języki) Ojciec kamieni (The Father of Stones, Nowa Fantastyka 2/1992)
- Nowela: Orson Scott Card Pieser (Dogwalker)
- Krótka forma: Orson Scott Card Zaginieni chłopcy (Lost Boys, w:Mozaika, Amber 1998)
- Zbiór: Pat Cadigan Wzory (Patterns)
- Antologia: Gardner Dozois The Year’s Best Science Fiction: Sixth Annual Collection
- Książka niebeletrystyczna: Robert A. Heinlein Grumbles from the Grave
- Redaktor: Gardner Dozois
- Czasopismo lub fanzin: Asimov’s Science Fiction
- Wydawnictwo: Tor Books / St. Martin’s
- Artysta: Michael Whelan(inne języki)

### 1989
- Powieść s-f: C.J. Cherryh Cyteen (Cyteen, Solaris 2002)
- Powieść fantasy: Orson Scott Card Czerwony prorok (Red Prophet, Prószyński i S-ka 1996)
- Powieść horror: Barbara Hambly(inne języki) Those Who Hunt the Night (Immortal Blood)
- Debiut powieściowy: Ian McDonald Droga bez znaczenia (Desolation Road)
- Opowiadanie: Lucius Shepard(inne języki) Piękna córka poszukiwacza łusek (The Scalehunter’s Beautiful Daughter)
- Nowela: Harlan Ellison Rola marzeń sennych (The Function of Dream Sleep, w: Ptak śmierci Solaris 2002)
- Krótka forma: Harlan Ellison Eidolons
- Zbiór: Harlan Ellison Angry Candy
- Antologia: Lou Aronica(inne języki), Shawna McCarthy(inne języki) Full Spectrum
- Książka niebeletrystyczna: Don Maitz(inne języki) First Maitz
- Redaktor: Gardner Dozois
- Czasopismo lub fanzin: Asimov’s Science Fiction
- Wydawnictwo: Tor Books / St. Martin’s
- Artysta: Michael Whelan(inne języki)

### 1988
- Powieść s-f: David Brin Wojna wspomaganych (The Uplift War, Zysk i S-ka 1994)
- Powieść fantasy: Orson Scott Card Siódmy syn (Seventh Son, Prószyński i S-ka 1993)
- Debiut powieściowy: Emma Bull Wojna o dąb(inne języki) (War for the Oaks)
- Opowiadanie: Robert Silverberg Tajemny gość (The Secret Sharer, Asimov’s Science Fiction marzec 1992)
- Nowela: Pat Murphy Zakochana Rachela (Rachel in Love, w: Don Wollheim proponuje 1988, Alfa 1989)
- Krótka forma: Pat Cadigan Anioł (Angel, w: Don Wolheim proponuje 1988, Alfa 1989)
- Zbiór: Lucius Shepard(inne języki) Łowca jaguarów (The Jaguar Hunter, w: Don Wolheim proponuje 1988, Alfa 1989)
- Antologia: Gardner Dozois The Year’s Best Science Fiction: Fourth Annual Collection
- Książka niebeletrystyczna: Alan Moore, Dave Gibbons Watchmen
- Czasopismo lub fanzin: Asimov’s Science Fiction
- Wydawnictwo: Tor Books
- Artysta: Michael Whelan(inne języki)

### 1987
- Powieść s-f: Orson Scott Card Mówca umarłych (Speaker for the Dead, Prószyński i S-ka 1992)
- Powieść fantasy: Gene Wolfe Żołnierz z mgły(inne języki) (Soldier of the Mist, Phantom Press International 1992)
- Debiut powieściowy: Jack McDevitt The Hercules Text
- Opowiadanie: Lucius Shepard(inne języki) Przepustka (R&R)
- Nowela: David Brin Thor spotyka Kapitana Amerykę (Thor Meets Captain America, „Fantastyka” 6/1989)
- Krótka forma: Isaac Asimov Sny robota (Robot Dreams, w: Arcydzieła, Prószyński i S-ka 2006)
- Zbiór: John Varley Blue Champagne
- Antologia: Gardner Dozois The Year’s Best Science Fiction: Third Annual Collection
- Książka niebeletrystyczna: Brian W. Aldiss, David Wingrove(inne języki) Trillion Year Spree
- Czasopismo lub fanzin: F&SF
- Wydawnictwo: Ballantine / Del Rey
- Artysta: Michael Whelan(inne języki)

### 1986
- Powieść s-f: David Brin Listonosz (The Postman, Zysk i S-ka 1996)
- Powieść fantasy: Roger Zelazny Atuty zguby (Trumps of Doom, Zysk i S-ka 2001)
- Debiut powieściowy: Carl Sagan Kontakt (Contact, Express Books 1991)
- Opowiadanie: James Tiptree Jr. The Only Neat Thing to Do
- Nowela: Harlan Ellison Paladyn zgubionej godziny (Paladin of the Lost Hour, w: Ptak śmierci Solaris 2002)
- Krótka forma: Harlan Ellison Z Virgilem Oddumem na Biegunie Wschodnim (With Virgil Oddum at the East Pole, w: Don Wollheim proponuje 1986, Alfa 1987)
- Zbiór: Stephen King Szkieletowa załoga (Skeleton Crew, Prószyński i S-ka 2000)
- Antologia: Harlan Ellison Medea: Harlan’s World
- Książka niebeletrystyczna: Algis Budrys Benchmarks: Galaxy Bookshelf
- Czasopismo lub fanzin: „Locus”
- Wydawnictwo: Ballantine / Del Rey
- Artysta: Michael Whelan(inne języki)

### 1985
- Powieść s-f: Larry Niven Całkowe drzewa(inne języki) (The Integral Trees, Zysk i S-ka 1996)
- Powieść fantasy: Robert A. Heinlein Hiob: Komedia sprawiedliwości(inne języki) (Job: A Comedy of Justice, Zysk i S-ka 2001)
- Debiut powieściowy: Kim Stanley Robinson Dziki brzeg(inne języki) (The Wild Shore, Express Books 1991)
- Opowiadanie: John Varley NACIŚNIJ ENTER■ (PRESS ENTER■, w: Don Wollheim proponuje 1985, Alfa 1985)
- Nowela: Octavia E. Butler Więzy krwi (Bloodchild, w: Don Wollheim proponuje 1985, Alfa 1985)
- Krótka forma: Lucius Shepard(inne języki) Salwador (Salvador, w: Don Wollheim proponuje 1985, Alfa 1985)
- Zbiór: Fritz Leiber The Ghost Light
- Antologia: Michael Bishop Light Years and Dark
- Książka niebeletrystyczna: Harlan Ellison Sleepless Nights in the Procrustean Bed
- Czasopismo lub fanzin: „Locus”
- Wydawnictwo: Ballantine / Del Rey
- Artysta: Michael Whelan(inne języki)

### 1984
- Powieść s-f: David Brin Gwiezdny przypływ (Startide Rising, Rebis 1994)
- Powieść fantasy: Marion Zimmer Bradley Mgły Avalonu (The Mists of Avalon, Atlantis 1994)
- Debiut powieściowy: R.A. MacAvoy(inne języki) Tea with the Black Dragon
- Opowiadanie: Michael Bishop Her Habiline Husband
- Nowela: George R.R. Martin Małpia kuracja (The Monkey Treatment)
- Krótka forma: James Tiptree Jr. Beyond the Dead Reef
- Zbiór: Roger Zelazny Wariant jednorożca(inne języki) (Unicorn Variations, Rebis 1995)
- Antologia: Terry Carr(inne języki) The Best Science Fiction of the Year #12
- Książka niebeletrystyczna: Charles Platt(inne języki) Dream Makers, Volume II
- Czasopismo lub fanzin: „Locus”
- Wydawnictwo: Ballantine / Del Rey
- Artysta: Michael Whelan(inne języki)

### 1983
- Powieść s-f: Isaac Asimov Agent Fundacji (Foundation’s Edge, Wydawnictwo Poznańskie 1991)
- Powieść fantasy: Gene Wolfe Miecz liktora (The Sword of the Lictor, Atlantis 1994)
- Debiut powieściowy: Donald Kingsbury(inne języki) Courtship Rite
- Opowiadanie: Joanna Russ Souls
- Nowela: Harlan Ellison Djinn, No Chaser
- Krótka forma: Ursula K. Le Guin Sur
- Zbiór: Ursula K. Le Guin The Compass Rose
- Antologia: Terry Carr(inne języki) The Best Science Fiction of the Year #11
- Książka niebeletrystyczna: Barry N. Malzberg(inne języki) The Engines of the Night
- Czasopismo lub fanzin: „Locus”
- Wydawnictwo: Pocket / Timescape
- Artysta: Michael Whelan(inne języki)

### 1982
- Powieść s-f: Julian May(inne języki) Wielobarwny kraj (The Many-Colored Land)
- Powieść fantasy: Gene Wolfe Pazur Łagodziciela (The Claw of the Conciliator, Atlantis 1994)
- Debiut powieściowy: Somtow Sucharitkul(inne języki) Starship & Haiku
- Opowiadanie: John Varley Blue Champagne
- Nowela: George R.R. Martin Strażnicy (Guardians)
- Krótka forma: John Varley Pucer/Pchacz/Spychacz (The Pusher)
- Zbiór: George R.R. Martin Piaseczniki (Sandkings, Zysk i S-ka 1998)
- Antologia: Robert Lynn Asprin(inne języki) Shadows of Sanctuary
- Książka niebeletrystyczna: Stephen King Danse Macabre
- Czasopismo lub fanzin: F&SF
- Wydawnictwo: Pocket / Timescape
- Artysta: Michael Whelan(inne języki)

### 1981
- Powieść s-f: Joan D. Vinge Królowa Zimy (The Snow Queen, Phantom Press International 1993)
- Powieść fantasy: Robert Silverberg Zamek lorda Valentine’a(inne języki) (Lord Valentine’s Castle, Prószyński i S-ka 1995)
- Debiut powieściowy: Robert L. Forward(inne języki) Dragon’s Egg
- Opowiadanie: George R.R. Martin Żeglarze nocy (Nightflyers, w: Żeglarze nocy, Zysk i S-ka 2008)
- Nowela: Thomas M. Disch The Brave Little Toaster
- Krótka forma: Clifford D. Simak Grota tańczących jeleni (Grotto of the Dancing Deer, „Fenix” 2/1990)
- Zbiór: John Varley The Barbie Murders
- Antologia: Edward L. Ferman(inne języki) The Magazine of Fantasy & Science Fiction: A 30 Year Retrospective
- Książka niebeletrystyczna: Isaac Asimov In Joy Still Felt: The Autobiography of Isaac Asimov, 1954–1978
- Czasopismo lub fanzin: F&SF
- Wydawnictwo: Balantine / Del Rey
- Artysta: Michael Whelan(inne języki)

### 1980
- Powieść s-f: John Varley Tytan (Titan, Rebis 1992)
- Powieść fantasy: Patricia A. McKillip Harfista na wietrze(inne języki) (The Harpist in the Wind, Mag 2000)
- Opowiadanie: Barry B. Longyear(inne języki) Mój własny wróg (Enemy Mine, Nowa Fantastyka 3-4/1996)
- Nowela: George R.R. Martin Piaseczniki(inne języki) (Sandkings, w: Fantastyka 7/1986, Piaseczniki, Zysk i S-ka 1998)
- Krótka forma: George R.R. Martin Droga krzyża i smoka (The Way of Cross and Dragon, w: Piaseczniki, Zysk i S-ka 1998)
- Zbiór: Larry Niven Convergent Series
- Antologia: Terry Carr(inne języki) Universe 9
- Książka niebeletrystyczna: Peter Nicholls The Science Fiction Encyclopedia
- Album: Wayne Douglas Barlowe(inne języki), Ian Summers(inne języki) Barlowe’s Guide to Extraterrestrials
- Czasopismo: F&SF
- Wydawnictwo: Balantine / Del Rey
- Artysta: Michael Whelan(inne języki)

### 1979
- Powieść s-f: Vonda N. McIntyre Wąż snu (Dreamsnake, Zysk i S-ka 1999)
- Opowiadanie: John Varley Uporczywość widzenia(inne języki) (The Persistence of Vision, Nowa Fantastyka 5/1995)
- Nowela: John Varley The Barbie Murders
- Krótka forma: Harlan Ellison Count the Clock that Tells the Time
- Zbiór: John Varley The Persistence of Vision
- Antologia: Terry Carr(inne języki) The Best Science Fiction of the Year #7
- Książka niebeletrystyczna: Frederik Pohl The Way the Future Was
- Album: Ian Summers(inne języki) Tomorrow and Beyond
- Czasopismo: F&SF
- Artysta: Boris Vallejo

### 1978
- Powieść s-f: Frederik Pohl Gateway. Brama do gwiazd (Gateway, Alfa 1987)
- Powieść fantasy: J.R.R. Tolkien Silmarillion (The Silmarillion, Czytelnik 1985)
- Opowiadanie: Spider Robinson, Jeanne Robinson(inne języki) Gwiezdny taniec(inne języki) (Stardance, Nowa Fantastyka 10-12/1986)
- Krótka forma: Harlan Ellison Jeffty ma pięć lat (Jeffty Is Five, w: Ptak śmierci Solaris 2003)
- Czasopismo: F&SF
- Wydawnictwo: Ballantine / Del Rey

### 1977
- Powieść s-f: Kate Wilhelm Gdzie dawniej śpiewał ptak (Where Late the Sweet Birds Sang, Czytelnik 1981)
- Opowiadanie: Michael Bishop Samuraj i wierzby (The Samurai and the Willows)
- Nowela: Isaac Asimov Człowiek, który żył dwieście lat (The Bicentennial Man, „Fantastyka” 3/1984)
- Krótka forma: Joe Haldeman Trzechsetlecie (Tricentennial)
- Zbiór: George R.R. Martin A Song for Lya and Other Stories
- Antologia: Terry Carr(inne języki) The Best Science Fiction of the Year #5
- Czasopismo: F&SF
- Fanzin: „Locus”
- Krytyk: Spider Robinson
- Wydawnictwo: Ballantine
- Artysta: Rick Sternbach(inne języki)

### 1976
- Powieść s-f: Joe Haldeman Wieczna wojna (The Forever War, Zysk i S-ka 1995)
- Opowiadanie: Lisa Tuttle, George R.R. Martin Planeta burz (The Storms of Windhaven, „Fantastyka” 7/1983)
- Nowela: Ursula K. Le Guin Nowa Atlantyda (The New Atlantis, Alkazar 1993)
- Krótka forma: Harlan Ellison Croatoan
- Zbiór: Ursula K. Le Guin Wszystkie strony świata (The Wind’s Twelve Quarters, Iskry 1980)
- Antologia: Roger Elwood(inne języki), Robert Silverberg Epoch
- Czasopismo: F&SF
- Fanzin: „Locus”
- Krytyk: Richard Geis(inne języki)
- Wydawnictwo: Ballantine
- Artysta: Rick Sternbach(inne języki)

### 1975
- Powieść s-f: Ursula K. Le Guin Wydziedziczeni (The Dispossessed, Phantom Press International 1993)
- Opowiadanie: Robert Silverberg Rodzimy się z umarłymi (Born with the Dead, Rebis 1993)
- Nowela: Harlan Ellison Dryfując między wysepkami Langerhansa: 38°54” szerokości północnej. 77°00„13” długości zachodniej (Adrift Just Off the Islets of Langerhans: Latitude 38°54′N, Longitude 77°00′13″W, w: Ptak śmierci Solaris 2002)
- Krótka forma: Ursula K. Le Guin Dzień przed rewolucją (The Day Before the Revolution, w: Wszystkie strony świata Iskry 1980)
- Zbiór: Fritz Leiber The Best of Fritz Leiber
- Antologia: Terry Carr(inne języki) Universe 4
- Czasopismo: F&SF
- Fanzin: Outworlds
- Krytyk: Peter Schuyler Miller
- Wydawnictwo: Ballantine
- Artysta: Frank Kelly Freas
- Fan artysta: Tim Kirk

### 1974
- Powieść s-f: Arthur C. Clarke Spotkanie z Ramą (Rendezvous with Rama, PAX 1978)
- Opowiadanie: Gene Wolfe Śmierć doktora wyspy (The Death of Doctor Island, w: Śmierć doktora wyspy i inne opowiadania Prószyński i S-ka 1995)
- Krótka forma: Harlan Ellison Ptak śmierci (The Deathbird, w: Ptak śmierci Solaris 2003)
- Antologia: Harry Harrison Astounding
- Czasopismo: F&SF
- Fanzin: „Locus”
- Krytyk: Richard Geis(inne języki)
- Wydawnictwo: Ballantine
- Artysta: Frank Kelly Freas
- Fan artysta: Tim Kirk

### 1973
- Powieść s-f: Isaac Asimov Równi bogom (The Gods Themselves, Zysk i S-ka 1994)
- Opowiadanie: Frederik Pohl Skarb w środku gwiezdnej tęczy (The Gold at the Starbow’s End)
- Krótka forma: Harlan Ellison Basilisk
- Antologia: Harlan Ellison Again, Dangerous Visions
- Czasopismo: F&SF
- Fanzin: „Locus”
- Fan pisarz: Terry Carr(inne języki)
- Wydawnictwo: Ballantine
- Artysta ilustrujący książki: Frank Kelly Freas
- Artysta ilustrujący czasopisma: Frank Kelly Freas
- Fan artysta: Bill Rotsler

### 1972
- Powieść s-f: Ursula K. Le Guin Jesteśmy snem (The Lathe of Heaven, Phantom Press International 1991)
- Krótka forma: Poul Anderson Królowa powietrza i mroku(inne języki) (The Queen of Air and Darkness Iskry 1987)
- Antologia: Terry Carr(inne języki) Universe 1
- Reprint antologii: Donald A. Wollheim, Terry Carr(inne języki) World’s Best Science Fiction: 1971
- Czasopismo: F&SF
- Fanzin: „Locus”
- Fan pisarz: Charlie Brown
- Wydawnictwo: Ballantine
- Artysta ilustrujący książki: Gene Szafran(inne języki)
- Artysta ilustrujący czasopisma: Frank Kelly Freas
- Fan artysta: Bill Rotsler
- Konwent: Noreascon

### 1971
- Powieść s-f: Larry Niven Pierścień (Ringworld, Amber 1991)
- Krótka forma: Harlan Ellison Świat pomiędzy (The Region Between)
- Antologia / zbiór: Robert Silverberg The Science Fiction Hall of Fame Volume 1
- Czasopismo: F&SF
- Fanzin: „Locus”
- Pojedynczy numer fanzinu: „Locus”
- Fan pisarz: Harry Warner Jr.
- Fan krytyk: Ted Pauls
- Artysta ilustrujący książki: Leo Dillon(inne języki), Diane Dillon(inne języki)
- Fan artysta: Alicia Austin
- Fan rysownik komiksów: Bill Rotsler